# Mohawk-Valley-Formel
Die Mohawk-Valley-Formel ist eine Methode zum Brechen von Streiks und wurde 1936 von James Rand, dem Inhaber der Remington Rand Corporation erstmals 1937 in dem in Johnstown (Pennsylvania) ausgebrochenen Stahlarbeiter-Streik erfolgreich angewendet.
Die Formel wurde kurz nach dem Streik in Form eines Artikels im „Labor Relations Bulletin“ der National Association of Manufacturers veröffentlicht.

## Elemente der Formel
1. Besteht die Gefahr eines Streikes, brandmarke alle Gewerkschaftsführer als Unruhestifter, um sie und ihre Gefolgschaft in der Öffentlichkeit zu diskreditieren. Führe eine Pflichtwahl unter Aufsicht der Werksaufseher durch, um die Stärke der Gewerkschaft zu ermitteln und die falsche Darstellung der Streikenden als kleine Minderheit zu ermöglichen. Verbreite über Presse und Anzeigen Propaganda mit gefälschten Forderungen der Streikenden, so dass deren Forderungen als willkürlich erscheinen und die wahren Forderungen im Dunkeln bleiben.
2. Übe gleichzeitig ökonomischen Druck durch Androhung der Verlegung des Betriebes aus. Bilde eine gegen den Streik gerichtete zusammenhängende Gruppe aus einflussreichen Mitgliedern der Gemeinde, wenn praktikabel. Wähle hierfür bevorzugt Vertreter von Banken, Immobilienbesitzer und Geschäftsleute und bezeichne die Gruppe als Bürger-Komitee.
3. Wenn der Streik ausgerufen wird, betone die Wichtigkeit von Recht und Gesetz, auf dass die Gesellschaft juristische und polizeiliche Waffen gegen die rein imaginären Gewalttaten zusammenballte, was alle bürgerlichen Freiheiten der Streikenden unterdrücken wird.
4. Organisiere eine Massenveranstaltung zur Koordination der öffentlichen Stimmung gegen den Streik und Stärkung des ‚Bürger‘-Komitees.
5. Versammle eine große Zahl bewaffneter Polizei-Einheiten zur psychologischen Einschüchterung der Streikenden. Nutze dafür lokale und staatliche Polizeieinheiten, die Bürgerwehr und “special deputies” möglichst aus entfernter Nachbarschaft. Weise die “deputies” und Bürgerwehren in die Gesetze zu ungesetzlichen Versammlungen, Unruhestiftung und ordnungswidrigem Benehmen ein. Verängstige sie und mache sie bereit ihre neu gewonnene Autorität bis an die Grenze zu nutzen.
6. Erhöhe die demoralisierende Wirkung der obigen Mittel durch Aufstellung einer „back-to-work“-Bewegung, gesteuert von einer Strohpuppenorganisation von sogenannten loyalen Beschäftigten, die geheim durch den Arbeitgeber organisiert werden.
7. Ist eine ausreichende Anzahl von Anträgen zur Wiederaufnahme der Arbeit vorhanden, so gib ein Datum zur Wiederaufnahme der Produktion des Betriebes bekannt, natürlich unter Hinweis auf die Forderungen der „back-to-work“-Bewegung.
8. Inszeniere die Wiedereröffnung des Werkes so theatralisch wie möglich.
9. Nutze die durch ständige Präsenz von Polizei-Einheiten und Druck der Bürger-Komitees gewonnene Demoralisierung der Streikenden, um die Weiterarbeit bereits an den Arbeitsplatz zurückgekehrter Arbeiter sicherzustellen und die verbleibenden Streikenden zur Aufgabe zu zwingen. Wenn nötig, verwandele den Ort durch Ausrufen des Notstandes in einen kriegsähnlichen Zustand. Isoliere den Betrieb von der Außenwelt, um jegliche externe Beeinträchtigung der Wirkung der „Formel“ auszuschließen.
10. Beende öffentliche Proteste durch Bekanntgabe der Wiederaufnahme der Produktion und erkläre die Streikenden zu einer Minderheit, die sich gegen das Recht auf Arbeit stellt. Damit kann die Kampagne beendet werden – der Arbeitgeber hat den Streik gebrochen.[1]